# مارتن هایمانس
مارتن هایمانس (انگلیسی: Maarten Heijmans; ۲۴ دسامبر ۱۹۸۳ – ) بازیگر اهل هلند است.